# Montagne de Maurel
La montagne de Maurel est une montagne du massif des Trois-Évêchés située entre la vallée du Haut Verdon et celle de son affluent l'Issole, dans le département français des Alpes-de-Haute-Provence, en région Provence-Alpes-Côte d'Azur.
Le Cemagref y installe en octobre 2010 un radar de mesure et détection des cumuls de précipitations couvrant l’essentiel du département des Alpes-de-Haute-Provence (sauf sa frange occidentale), le nord-est du Var et la moitié nord-ouest des Alpes-Maritimes,.